# 알파사이츠
알파사이츠(AlphaSights)는 고객을 전문가와 연결하는 것을 전문으로 하는 정보 서비스 회사로, 때로는 전문가 네트워크 라고도 불린다. 이 기업의 대상 고객은 기술, 산업, 소비재, 통신, 유틸리티, 금융 서비스, 의료, 소비자 서비스, 기초 소재, 석유 및 가스 등 다양한 시장에 관심을 갖고 있는 경영 및 전략 컨설팅, 투자 관리, 사모펀드, 기업 및 전문 서비스 회사에서 활동하는 전문가들이다.
알파사이츠의 본사는 런던에 있으며 뉴욕, 함부르크, 두바이, 홍콩, 샌프란시스코, 상하이, 서울 및 도쿄에 지사를 두고 있다.

## 창립자
알파사이츠는 2008년에 설립되어 2009년 런던에서 맥스 카르텔리에리와 앤드류 히스가 법인 인가를 받았다. 두 창립자는 캘리포니아의 스탠포드 경영대학원에서 만났었으며, 알파사이츠를 설립하기 전에는 각각 다른 회사를 설립했었다. 카르텔리에리는 뮌헨에 본사를 둔 벤처 캐피털 투자자인 Acton Capital Partners의 지원을 받고 최종적으로 Microsoft(MSFT)에 인수된 유럽 최고의 가격 비교 웹 사이트인 Ciao AG를 공동 창립했다. 앤드류 히스는 유럽 전역의 잉여 산업재를 거래하는 온라인 마켓플레이스이자 현재는 고인더스트리 도브비드(GoIndustry DoveBid)의 일부인 고인더스트리(GoIndustry)의 공동 설립자였다.

## 성장과 확장
알파사이츠는 2011년 뉴욕에 두 번째 사무소를, 홍콩에 세 번째 지사를 개설한 데 이어 2013년 두바이, 2015년 샌프란시스코, 2016년에는 서울, 함부르크, 상하이에 지사를 추가로 개설했다. 2013년에는 선데이 타임즈(The Sunday Times) 패스트 트랙 100(Fast Track 100)에서 영국에 본사를 둔 기업 중 가장 빠르게 성장하는 기업 3위에 선정되었으며, 이후 2014년 11위, 2015년 21위, 2016년 41위, 2017년 81위를 기록하며 매년 리스트에 이름을 올리고 있다. 2017년 4월, 알파사이트는 파이낸셜 타임즈(Financial Times) 에 유럽에서 가장 빠르게 성장하고 혁신적인 기업 중 한 곳으로 선정됐다